# Kaźmierz (gemeente)
De gemeente Kaźmierz is een landgemeente in het Poolse woiwodschap Groot-Polen, in powiat Szamotulski.
De zetel van de gemeente is in Kaźmierz.
Op 30 juni 2004 telde de gemeente 7112 inwoners.

## Oppervlakte gegevens
In 2002 bedroeg de totale oppervlakte van gemeente Kaźmierz 128,2 km², waarvan:
- agrarisch gebied: 74%
- bossen: 15%

De gemeente beslaat 11,45% van de totale oppervlakte van de powiat.

## Demografie
Stand op 30 juni 2004:
| Omschrijving                   | Totaal | Totaal | Vrouwen | Vrouwen | Mannen | Mannen |
| ------------------------------ | ------ | ------ | ------- | ------- | ------ | ------ |
| eenheid                        | aantal | %      | aantal  | %       | aantal | %      |
| inwoners                       | 7112   | 100    | 3613    | 50,8    | 3499   | 49,2   |
| bevolkingsdichtheid (inw./km²) | 55,5   | 55,5   | 28,2    | 28,2    | 27,3   | 27,3   |

In 2002 bedroeg het gemiddelde inkomen per inwoner 1504,58 zł.

## Administratieve plaatsen (sołectwo)
Bytyń, Chlewiska, Dolne Pole, Gaj Wielki, Gorszewice, Kaźmierz (2 sołectwa), Kiączyn, Komorowo, Kopanina, Młodasko, Nowa Wieś, Piersko, Pólko, Radzyny, Sierpówko, Sokolniki Małe, Sokolniki Wielkie, Witkowice.

## Aangrenzende gemeenten
Duszniki, Rokietnica, Szamotuły, Tarnowo Podgórne